# 亮背纹胸鮡
亮背纹胸鮡（学名：Glyptothorax dorsalis）为輻鰭魚綱鯰形目鮡科纹胸鮡属的鱼类。在中国，分布于怒江下游等，體長可達15公分，棲息在山區急流區，生活習性不明。该物种的模式产地在缅甸伊洛瓦底江。